# Kim Yong-sik
Kim Yong-Sik (en coreà: 김용식, en japonès: 金 容植, Kin Youshoku; Sinchon, Hwanghae, Imperi Coreà (avui Hwanghae del Sud, Corea del Nord), 25 de juliol de 1910 - Seül, Corea del Sud, 8 de març de 1985), és un exfutbolista i entrenador de futbol japonès.

## Selecció japonesa
Kim Yong-Sik va disputar 3 partits amb la selecció japonesa.